# Кімакович Віктор Йосипович
Віктор Йосипович Кімако́вич (24 жовтня 1956 в селі Вощанці Львівської обл. — 5 січня 2013) — український медик і науковець, ендоскопіст, завідувач кафедри ендоскопії та малоінвазивної хірургії ФПДО Львівського національного медичного університету (від 1998), начальник управління охорони здоров'я Львівської ОДА (2008—2010), доктор медичних наук, заслужений діяч науки і техніки України.
Похований у селі Нагуєвичі.

## Освіта, вчені ступені та наукові звання
- Закінчив медичний факультет Львівського медичного інституту (1979).
- Кандидат медичних наук (1993), доцент (1996),
- доктор медичних наук (1998), професор (2001),

## Трудова діяльність
- інтерн із інфекційних хвороб (1979—1980);
- лікар-інфекціоніст Белзької ЦРЛ Львівської обл. (1980);
- лікар-ендоскопіст (1980—1988),
- завідувач відділом ендоскопії (1988—1995),
- головний лікар (1995—2002) Львівського обласного клінічного діагностичного центру,
- за сумісництвом асистент (1988—1995), доцент (1995—1998) кафедри онкології з курсом ендоскопії;
- створив і від 1998 очолив кафедру ендоскопії і малоінвазивної хірургії Львівського національного медичного університету імені Данила Галицького,
- з квітня 2005 по грудень 2008 — проректор Львівського національного медичного університету імені Данила Галицького,
- начальник ГУОЗ Львівської облдержадміністрації (2002—2004, 2008—2010).

## Наукова діяльність
Напрями наукових досліджень:
- ендоскопічна діагностика і лікування передракових станів травного каналу;
- вплив природних чинників на ульцерогенез в експерименті і клініці.

Був головним редактором журналу «Практична медицина», членом редколегії часописів «Сучасна гастроентерологія» та «Хірургія України».
Автор близько 130 друкованих праць, серед них 2 монографії, 8 підручників і навчальних посібників, 1 довідник, уніфіковані програми спеціалізації та передатестаційного циклу за спеціальністю «Ендоскопія».

## Громадська діяльність
- Член («академік») ГО УАН (з 2001).

## Відзнаки
- Заслужений діяч науки і техніки України — нагороджений за значний особистий внесок у розвиток медичної галузі, підготовку висококваліфікованих спеціалістів, багаторічну плідну наукову і педагогічну діяльність та з нагоди 225-річчя Львівського національного медичного університету імені Данила Галицького (2009)[2]